# Regiobank Männedorf
Die Regiobank Männedorf AG ist eine in Männedorf verankerte Schweizer Regionalbank. Sie wurde 1903 als Gewerbebank Männedorf gegründet. Ihr Tätigkeitsgebiet liegt traditionell im Retail Banking, im Hypothekargeschäft, im Private Banking und im Bankgeschäft mit kleinen und mittleren Unternehmen. Die Bank beschäftigt 12 Mitarbeiter und hatte per Ende 2024 eine Bilanzsumme von 446 Millionen Schweizer Franken.
Die Regiobank Männedorf ist als selbstständige Regionalbank der RBA-Holding angeschlossen. Innerhalb der RBA-Gruppe gehörte sie bis Ende 2013 zur Teilgruppierung der Clientis Banken.

## = Einzelnachweise
1. 1 2  Eintrag im Bankenstamm der Swiss Interbank Clearing
2. ↑  Zahlen und Fakten, rbm.ch, abgerufen am 17. April 2023

Koordinaten: 47° 15′ 11,7″ N, 8° 41′ 31,2″ O; CH1903: 694874 / 234349